# Elezioni parlamentari in Romania del 2012
Le elezioni parlamentari in Romania del 2012 si tennero il 9 dicembre per il rinnovo della Camera dei deputati e del Senato. In seguito all'esito elettorale, Victor Ponta, espressione del Partito Socialdemocratico, divenne primo ministro.

## Risultati

### Camera dei Deputati
| Liste                                 | Liste | Liste    | Voti      | %     | Seggi | +/- (%) | +/- (Seggi) |
| ------------------------------------- | --- | -------- | --------- | ----- | ----- | ------- | ----------- |
|                                       | Unione Social-Liberale - Partito Social Democratico - Partito Nazionale Liberale - Partito Conservatore                   | USL      | 4 344 288 | 58,63 | 273   | 6,97    | 94          |
|                                       | Alleanza Romania Giusta - Partito Democratico Liberale - Forza Civica - Partito Nazionale Contadino Cristiano Democratico | ARD      | 1 223 189 | 16,50 | 56    | 15,86   | 59          |
|                                       | Partito del Popolo-Dan Diaconescu                                                                                         | PP-DD    | 1 036 730 | 13,99 | 47    |         |             |
|                                       | Unione Democratica Magiara di Romania                                                                                     | UDMR     | 380 656   | 5,13  | 18    | 1,04    | 4           |
|                                       | Partito Grande Romania | PRM      | 92 382    | 1,24  | -     | 1,91    | Stabile     |
|                                       | Partito Ecologista Romeno                                                                                                 | PER      | 58 178    | 0,78  | -     | [ 4 ]   | [ 4 ]       |
|                                       | Partito Popolare Magiaro di Transilvania                                                                                  | PPMT     | 47 955    | 0,64  | -     |         |             |
|                                       | Forum Democratico dei Tedeschi in Romania                                                                                 | FDGR     | 39 175    | 0,52  | 1     | 0,19    | Stabile     |
|                                       | Partito dei Rom | PR       | 22 124    | 0,29  | 1     | 0,34    | Stabile     |
|                                       | Associazione dei Macedoni di Romania                                                                                      | AMR      | 12 212    | 0,16  | 1     | 0,01    | Stabile     |
|                                       | Unione degli Armeni di Romania                                                                                            | UAR      | 10 761    | 0,14  | 1     | 0,06    | Stabile     |
|                                       | Unione Bulgara del Banato                                                                                                 | UBB      | 10 155    | 0,13  | 1     | 0,07    | Stabile     |
|                                       | Federazione delle Comunità Ebraiche di Romania                                                                            | FCER     | 10 019    | 0,13  | 1     | 0,19    | Stabile     |
|                                       | Associazione Lega degli Albanesi di Romania                                                                               | ALAR     | 10 010    | 0,13  | 1     | 0,01    | Stabile     |
|                                       | Unione Ellenica di Romania                                                                                                | UER      | 9 863     | 0,13  | 1     | 0,01    | Stabile     |
|                                       | Partito Popolare |          | 9 319     | 0,12  | -     |         |             |
|                                       | Unione Democratica dei Tatari Turco-Musulmani di Romania                                                                  | UDTTMR   | 9 291     | 0,12  | 1     | 0,05    | Stabile     |
|                                       | Unione Democratica degli Slovacchi e dei Cechi di Romania                                                                 | UDSCR    | 8 677     | 0,11  | 1     | 0,11    | Stabile     |
|                                       | Comunità dei Russi Lipoveni di Romania                                                                                    | CRLR     | 8 328     | 0,11  | 1     | 0,02    | Stabile     |
|                                       | Unione Democratica dei Serbi di Romania                                                                                   | UDSR     | 8 207     | 0,11  | 1     | 0,04    | Stabile     |
|                                       | Unione dei Polacchi di Romania                                                                                            | UPR      | 8 023     | 0,10  | 1     | 0,01    | Stabile     |
|                                       | Associazione degli Italiani di Romania                                                                                    | RO.AS.IT | 7 943     | 0,10  | 1     | 0,03    | Stabile     |
|                                       | Unione degli Ucraini di Romania                                                                                           | UUR      | 7 353     | 0,09  | 1     | 0,04    | Stabile     |
|                                       | Unione Democratica Turca di Romania                                                                                       | UDTR     | 7 324     | 0,09  | 1     | 0,04    | Stabile     |
|                                       | Unione dei Croati di Romania                                                                                              | UCR      | 6 281     | 0,08  | 1     | 0,05    | Stabile     |
|                                       | Unione Culturale dei Ruteni di Romania                                                                                    | UCRR     | 5 265     | 0,07  | 1     | 0,01    | Stabile     |
|                                       | Partito Alleanza Socialista                                                                                               | PAS      | 2 331     | 0,03  | -     |         |             |
|                                       | Partito Popolare e della Protezione Sociale                                                                               | PPPS     | 929       | 0,01  | -     | 0,11    | Stabile     |
|                                       | Partito Social Democratico dei Lavoratori                                                                                 |          | 231       | 0,00  | -     |         |             |
|                                       | Partito Nazionale Democratico Cristiano                                                                                   | PNDC     | 38        | 0,00  | -     | Stabile | Stabile     |
|                                       | Indipendenti | Ind.     | 12 389    | 0,17  | -     |         |             |
| Totale                                | Totale | Totale   | 7 409 626 |       | 412   |         | 78          |
| Fonte: Autorità Elettorale Permanente | |          |           |       |       |         |             |

| Voti nulli                  | 212 289    |
| Votanti (affluenza: 41,76%) | 7 694 180  |
| Aventi diritto voto         | 18 423 066 |

### Senato
| Liste                                 | Liste | Liste  | Voti      | %     | Seggi | +/- (%) | +/- (Seggi) |
| ------------------------------------- | --- | ------ | --------- | ----- | ----- | ------- | ----------- |
|                                       | Unione Social-Liberale - Partito Social Democratico - Partito Nazionale Liberale - Partito Conservatore                   | USL    | 4 457 526 | 60,10 | 122   | 7,20    | 45          |
|                                       | Alleanza Romania Giusta - Partito Democratico Liberale - Forza Civica - Partito Nazionale Contadino Cristiano Democratico | ARD    | 1 239 318 | 16,70 | 24    | 16,87   | 27          |
|                                       | Partito del Popolo-Dan Diaconescu                                                                                         | PP-DD  | 1 086 822 | 14,65 | 21    |         |             |
|                                       | Unione Democratica Magiara di Romania                                                                                     | UDMR   | 388 528   | 5,23  | 9     | 1,16    | Stabile     |
|                                       | Partito Grande Romania | PRM    | 109 142   | 1,47  | -     | 2,10    | Stabile     |
|                                       | Partito Popolare Magiaro di Transilvania                                                                                  | PPMT   | 58 765    | 0,79  | -     |         |             |
|                                       | Partito Ecologista Romeno                                                                                                 | PER    | 58 335    | 0,78  | -     | [ 4 ]   | [ 4 ]       |
|                                       | Partito Popolare |        | 11 681    | 0,15  | -     |         |             |
|                                       | Partito Alleanza Socialista                                                                                               | PAS    | 2 171     | 0,02  | -     |         |             |
|                                       | Partito Popolare e della Protezione Sociale                                                                               | PPPS   | 2 100     | 0,02  | -     | 0,13    | Stabile     |
|                                       | Partito Social Democratico dei Lavoratori                                                                                 |        | 1 380     | 0,01  | -     |         |             |
|                                       | Partito Nazionale Democratico Cristiano                                                                                   | PNDC   | 132       | 0,00  | -     | Stabile | Stabile     |
|                                       | Indipendenti | Ind.   | 728       | 0,01  | -     |         |             |
| Totale                                | Totale | Totale | 7 416 628 |       | 176   |         | 39          |
| Fonte: Autorità Elettorale Permanente | |        |           |       |       |         |             |

| Voti nulli                  | 185 980    |
| Votanti (affluenza: 41,76%) | 7 694 180  |
| Aventi diritto voto         | 18 423 066 |